# Уэст-Честерский университет
Уэст-Честерский университет (англ. West Chester University) — государственный университет, расположенный в  Уэст-Честере, штат Пенсильвания, США.

## История
Университет ведет свою историю с 1871 года, как Уэст-Честерская нормальная школа. Учебное заведение приняло своих первых 160 студентов 25 сентября 1871 года.
В 1927 году Уэст-Честерская нормальная школа была преобразована в Государственный педагогический колледж Уэст-Честера. В 1960 году переименован в Государственный колледж Уэст-Честера.
1 июля 1983 года был переименован в Уэст-Честерский университет, став одним из 14 университетов в системе высшего образования штата Пенсильвания. 
Кампус университета, внесен в Национальный реестр исторических мест и называется историческим районом четырехугольника Государственного колледжа Уэст-Честера (англ. West Chester State College Quadrangle Historic District), в котором представлены исторические здания.

## Современность
В университете 118 программ бакалавриата, 103 программы магистратуры и 4 программы докторантуры. 
Университет предлагает программы бакалавриата в области искусств, изящных искусств и музыки. Существуют дополнительные программы в области права, медицины и теологии. Совместно с Университетом штата Пенсильвания, Колумбийским университетом и Университетом Томаса Джефферсона Уэст-Честерский университет предлагает программы двойного диплома, сочетающую гуманитарные науки, физику и инженерию. 
В университете реализуют сертификационные программы в области здравоохранения и физического воспитания, сертификации учителей. Ведется подготовка по магистерским программам и программам докторантуры.  
Университет участвует в Национальной программе обмена студентами, в рамках которой студенты проводят до года в любой из более чем 170 школ-членов.
В настоящее время в университете обучается 17 719 студентов в 6 колледжах и 1 профессиональном училище. Основные кампусы расположены в Филадельфии и Уэст-Честере.
Университет аккредитован руководящим органом — Комиссией по Высшему Образованию Центральных Штатов. Кроме того, это высшее учебное заведение является частью системы высшего образования штата Пенсильвания. Согласно рейтингу журнала Forbes за 2019 год, Уэст-Честерский университет входит в число 150 лучших государственных университетов США. В том же году в рейтинге, организованном журналом US News, Уэст-Честерский университет занял 17-е место среди 1400 государственный университетов северных штатов США.

## Выпускники
См. также категорию Выпускники Уэст-Честерского университета
- Джилл Байден — первая леди США
- Мэттью Макгрори — американский актёр
- Луиджи Оримма — американский баскетбольный тренер
- Брайан Петерман — вице-адмирал, командующий Восточными силами обороны США